# Chipping Campden
Chipping Campden é uma paróquia e cidade-mercado do distrito de Cotswold, no condado de Gloucestershire, na Inglaterra. De acordo com o Censo de 2011, tinha 2288 habitantes. Tem uma área de 22,03km².